# Rifaina (ort)
Rifaina är en ort i Brasilien.   Den ligger i kommunen Rifaina och delstaten São Paulo, i den sydöstra delen av landet, 500 km söder om huvudstaden Brasília. Rifaina ligger 580 meter över havet och antalet invånare är 3 436.
Terrängen runt Rifaina är huvudsakligen kuperad, men den allra närmaste omgivningen är platt. Runt Rifaina är det ganska glesbefolkat, med 23 invånare per kvadratkilometer.. Det finns inga andra samhällen i närheten.
Omgivningarna runt Rifaina är huvudsakligen savann.